# مارک پرودون
مارک پرودون (فرانسوی: Marc Perrodon‎; ۳۱ اوت ۱۸۷۸ – ۲۲ فوریهٔ ۱۹۳۹) شمشیرباز اهل فرانسه بود.
وی در مسابقات کشوری و بین‌المللی در مجموع برندهٔ ۱ مدال نقره شده‌است.